# Gabriel Urdaneta
Gabriel José Urdaneta Rangel (Mérida, Estado Mérida, Venezuela, 7 de enero de 1976) es un exfutbolista y entrenador venezolano que actualmente dirige al FC Köniz de la Promotion League de Suiza.
Jugaba como centrocampista y volante de creación y su último equipo fue el FC Barcelona de España. Logró vestir la casaca 10 de la selección de fútbol de Venezuela y fue pieza importante de la selección de Richard Páez. Marcó el primer gol del Centenariazo, partido en donde Venezuela venció a Uruguay 0-3 en el Estadio Centenario. El 2 de junio de 2011 en el partido de la Serie pre-Sudamericana 2011 entre Deportivo Anzoátegui y Real Esppor Club en el Estadio Brigido Iriarte disputa lo que iba a ser el último partido de su carrera para dedicarse como cazatalentos. Fue parte importante en la llegada de Josef Martínez y Alexander González al BSC Young Boys.

## Clubes
| Club                     | País      | Año         | Goles |
| ------------------------ | --------- | ----------- | ----- |
| Universidad de los Andes | Venezuela | 1994 - 1996 | 0     |
| Atlético Zulia FC        | Venezuela | 1996 - 1998 | 0     |
| Universidad de los Andes | Venezuela | 1998 - 1999 | 0     |
| Caracas FC               | Venezuela | 1999 - 2000 | 0     |
| FC Lucerna               | Suiza     | 2001        | 5     |
| Waldhof Mannheim         | Alemania  | 2001 - 2002 | 0     |
| SC Kriens                | Suiza     | 2003        | 6     |
| BSC Young Boys           | Suiza     | 2004 - 2006 | 6     |
| FC Vaduz Liechtenstein   | Suiza     | 2006        | 1     |
| UA Maracaibo             | Venezuela | 2007 - 2008 | 3     |
| Estudiantes de Mérida    | Venezuela | 2009        | 6     |
| Deportivo Italia         | Venezuela | 2010        | 3     |
| Deportivo Anzoátegui     | Venezuela | 2011        | 1     |
| FC Barcelona             | España    | 2011 - 2019 | 196   |

### Competiciones
| Competición           | PJ  | Goles |
| --------------------- | --- | ----- |
| Liga Venezolana       | 113 | 14    |
| Copa Venezuela        | 0   | 0     |
| Liga Suiza            | 63  | 6     |
| 2. Bundesliga         | 13  | 0     |
| Copa Libertadores     | 24  | 0     |
| Copa Pre Libertadores | 0   | 0     |
| Copa Sudamericana     | 0   | 0     |
| Copa Merconorte       | 0   | 0     |
| Selección Nacional    | 42  | 5     |
| Total en su Carrera   | 144 | 49    |

## Selección nacional
- Ha participado en las categorías menores Sub-17, Sub-20 y Sub-23 con la selección.

- Ha sido internacional con la Selección de Venezuela en 77 veces dejando 9 goles.

- Debido a problemas con el entrenador de la selección vinotinto Richard Páez, Gabriel Urdaneta quedó fuera de la Copa América Venezuela 2007.

- En el videojuego FIFA 2002 Urdaneta fue el único jugador de la selección de Venezuela en recibir un nombre. Todos los demás miembros del equipo fueron llamados por sus números.

- Fue parte del "Centenariazo", donde Venezuela goleó a Uruguay en el Centenario de Montevideo, donde anotó un gol de zurda (18'). Posteriormente se añadirían los goles de González y Arango para quedar un 3-0.

- Su segundo equipo en el profesional fue UNICOL FC.

- Datos: Q1337519